# Таос-Пуэбло
Таос-Пуэбло (исп. Taos Pueblo), или Пуэбло-де-Таос (Pueblo de Taos), — древнееПуэбло (поселение индейцев), говорящих на языке таос группы северных языков тива. Таос-Пуэбло расположено в 1,6 км к северу от современного города Таос в американском штате Нью-Мексико. Через поселение протекает небольшая речка Ред-Уиллоу-Крик. Пуэбло входит в состав индейской резервации площадью 384 км², где проживает около 1900 человек. Входит в состав Восьми северных пуэбло (англ. Eight Northern Pueblos). Община Таос известна своей скрытностью и консерватизмом.

## История и описание
Наиболее примечательной особенностью Таос-Пуэбло является коричневато-красный глинобитный многоэтажный жилой комплекс, разделённый на две части речкой Рио-Пуэбло. Согласно сайту Таос-Пуэбло, комплекс был построен в период между 1000 и 1450 годами нашей эры. Статус объекта всемирного наследия ЮНЕСКО присвоен в 1992 году. По состоянию на 2006 год около 150 человек живут в глинобитном комплексе постоянно.
По мнению большинства археологов, народность таос, как и ряд других народов пуэбло, проживающих вдоль Рио-Гранде, мигрировала в эту местность из Четырёх углов — исторического региона на юге США, где до XV века существовали культуры Могольон, Патайян, Хохокам, Анасази и ряд менее значимых. Жилища были предположительно сооружены представителями культуры анасази, которые из-за длительной засухи позднее мигрировали в полноводный район Рио-Гранде.
Пуэбло на северном берегу реки считается одним из наиболее примечательных и часто фотографируемых сооружений в Западном полушарии. Это крупнейшее из до сих пор используемых сооружений древних пуэбло (известны также более крупные, но уже заброшенные «дворцы» в Меса-Верде и др.). Стены изготовлены из глинобитных элементов и по толщине могут достигать метра и более. Первоначально дома служили оборонительными сооружениями. Вплоть до начала XX века на верхние этажи поднимались при помощи приставных лестниц, нередко во внутреннее помещение можно было попасть только через крышу при помощи приставной лестницы. В случае нападения наружные лестницы втягивались в здание.
Дома обычно состоят из двух комнат, одна из которых является собственно жилой, а вторая — кухней-столовой-складом. Каждый дом является замкнутым, проходы из дома в дом не были предусмотрены. Ранее индейцы племени таос редко использовали мебель, но сейчас у них есть столы, стулья и кровати. В Таос-Пуэбло внутри жилищ запрещено использовать электричество, проточную воду, прокладывать трубопроводы.
Пуэбло ограждено сплошной стеной, которая символизирует его суверенитет. Ранее стена была существенно длиннее и защищала селение от набегов соседних племён. Река, протекающая через селение, служит основным источником воды для питья и приготовления пищи. Зимой река никогда полностью не промерзает, однако на ней образуется толстый слой льда, который приходится проламывать, чтобы добыть воду.
Племя таос представляет собой тесно спаянную общину, где от каждого члена племени ожидается выполнение «общественных обязанностей» и отказ от нанесения ущерба интересам общины. Что касается семьи, в племени таос признаётся происхождение как по отцовской, так и по материнской линии. Каждая семья живёт в отдельном доме, поэтому после заключения брака пара переселяется в отдельное жилище. Поскольку родственники живут рядом, обычно всегда есть кому присмотреть за детьми, при этом старшее поколение передаёт младшему местные традиции.

## Галерея

Таос-Пуэбло
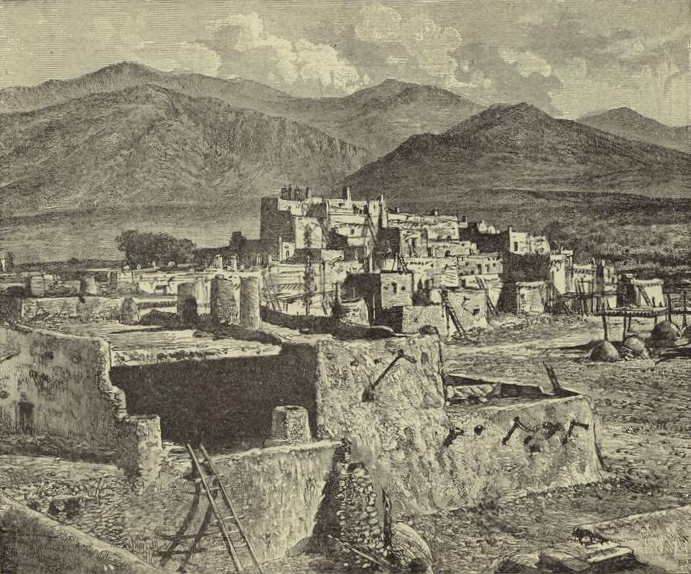
Иллюстрация 1893 г.
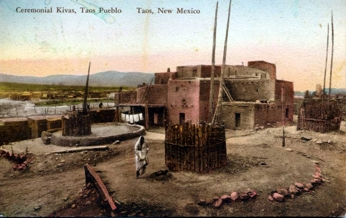
Фотография около 1920 г.
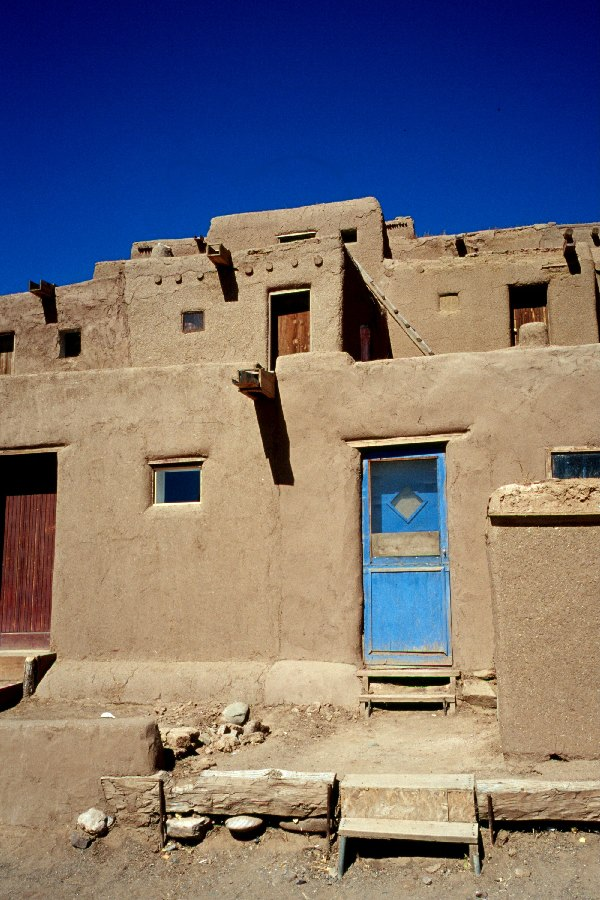
Деталь здания (современная фотография)
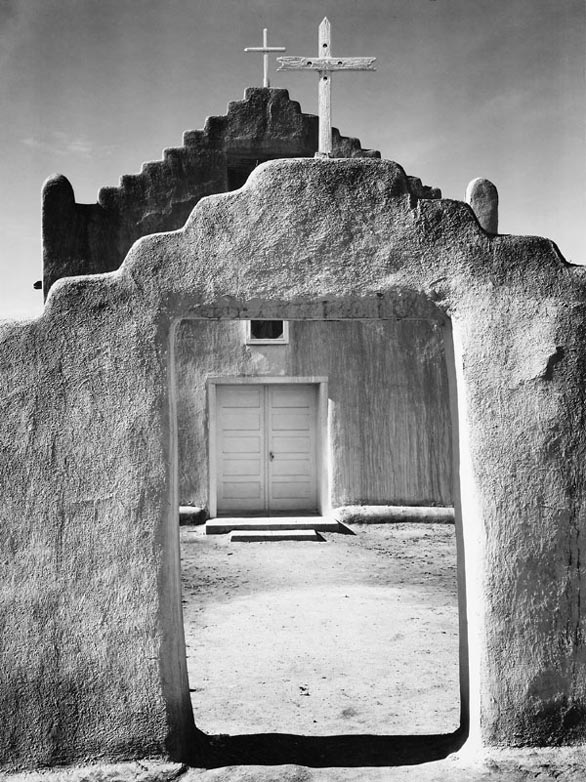
Церковь Таос-Пуэбло, 1942 г., фотограф Ансел Адамс
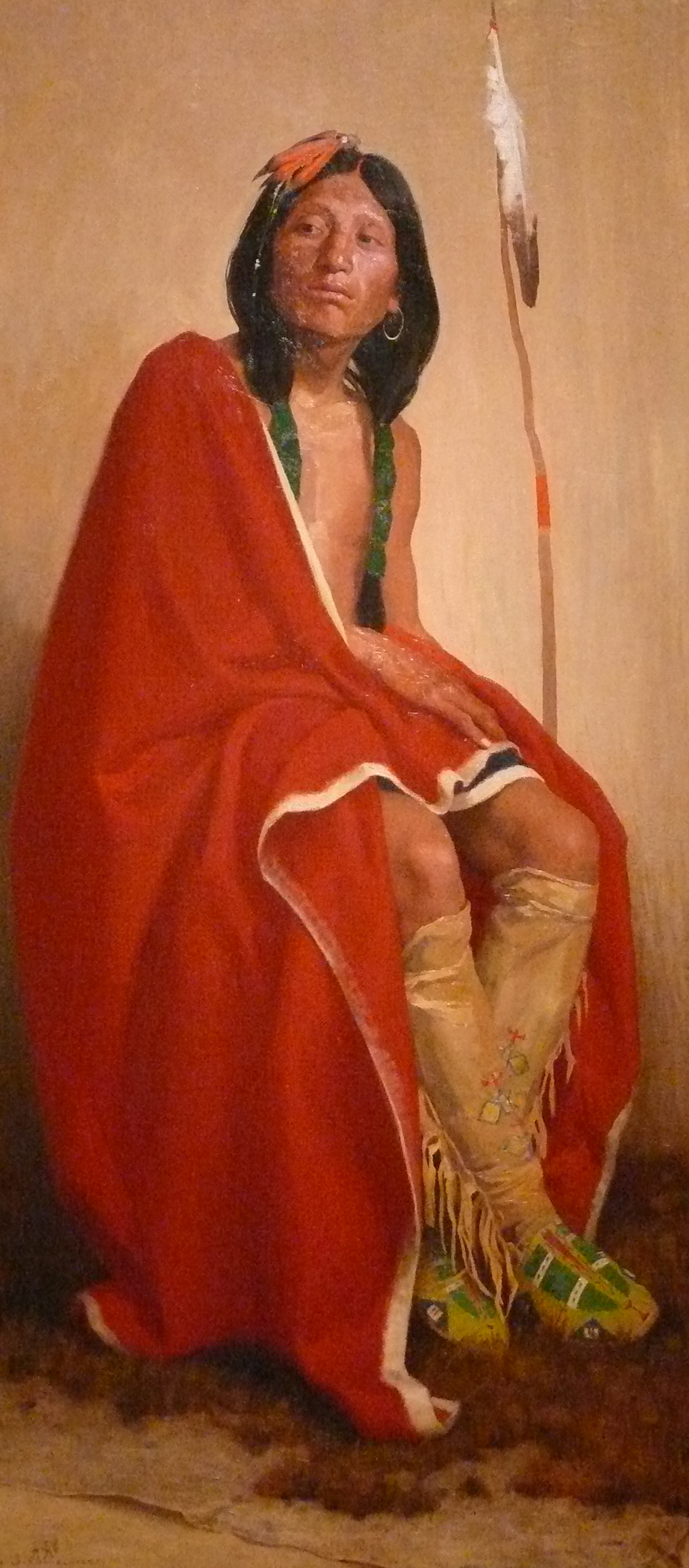
Индеец по имени Нога Лося, художник И. Каус